# نول (آلمان)
نول (به آلمانی: Newel) یک شهر در آلمان است که در تریر-زاربورگ واقع شده‌است. نول ۲٬۸۸۶ نفر جمعیت دارد.